# Onthophagus chrysurus
Onthophagus chrysurus là một loài bọ cánh cứng trong họ Bọ hung (Scarabaeidae).